# Fundación Española de Abogados Cristianos
La Fundación Española de Abogados Cristianos, o simplemente Abogados Cristianos, es una fundación civil de ámbito nacional que, según su constitución, defiende legalmente los valores del cristianismo. Fue conocida como Asociación Española de Abogados Cristianos, o Asociación de Abogados Cristianos. Fue una asociación civil de España fundada en 2008 con sede en Valladolid, Castilla y León. A partir de 2021 (aunque la solicitud se realizó en 2019), la organización cambió su estructura de asociación a fundación, tal como se recoge en el Boletín Oficial de Castilla y León.
Es conocida en España por ser activa en la defensa de los sentimientos religiosos, una figura que existe en el ordenamiento jurídico español actual, en concreto en el Código Penal, que estaba más bien desaparecida salvo algunas excepciones. Además, esta tutela penal concreta ha sido objeto de peticiones para su supresión del ordenamiento jurídico por diversos motivos, desde la consideración de lo arcaica de la figura misma hasta alegaciones sobre su posible contraposición a la aconfesionalidad del Estado. La petición más reciente para su eliminación fue por parte de la Comisión Jurídica del Senado español que aprobó una moción para instar a su eliminación del Código Penal a principios de 2021.
Hasta el momento, se han querellado docenas de veces alegando ofensa de los sentimientos religiosos (alrededor del 25 % de causas penales impulsadas: Art. 525 del CP) y delito de odio (Art. 510 de la misma norma); aunque su éxito en los tribunales se podría considerar escaso en cuanto al número de causas archivadas o desestimadas, aún mantienen abiertos cerca de un centenar de procedimientos. Además, el rédito mediático que la organización ha ido obteniendo a lo largo de los años es notable. Gracias al impacto alcanzado en medios con sus denuncias judiciales, el patrimonio neto de la fundación se ha multiplicado por 24 desde su constitución, según sus propias cuentas: este ha pasado de los 30 000 euros en 2020 hasta los 711 455 euros en 2022, proveniente de las aportaciones económicas de más de 5000 donantes y más de 3000 socios.
Algunos medios de prensa han llegado a catalogar a la organización como grupo de presión ultracatólico amparándose en sus conexiones con el partido político español Vox, considerado recurrentemente como un partido de extrema derecha. También se le vincula con la sociedad secreta El Yunque.

## Historia

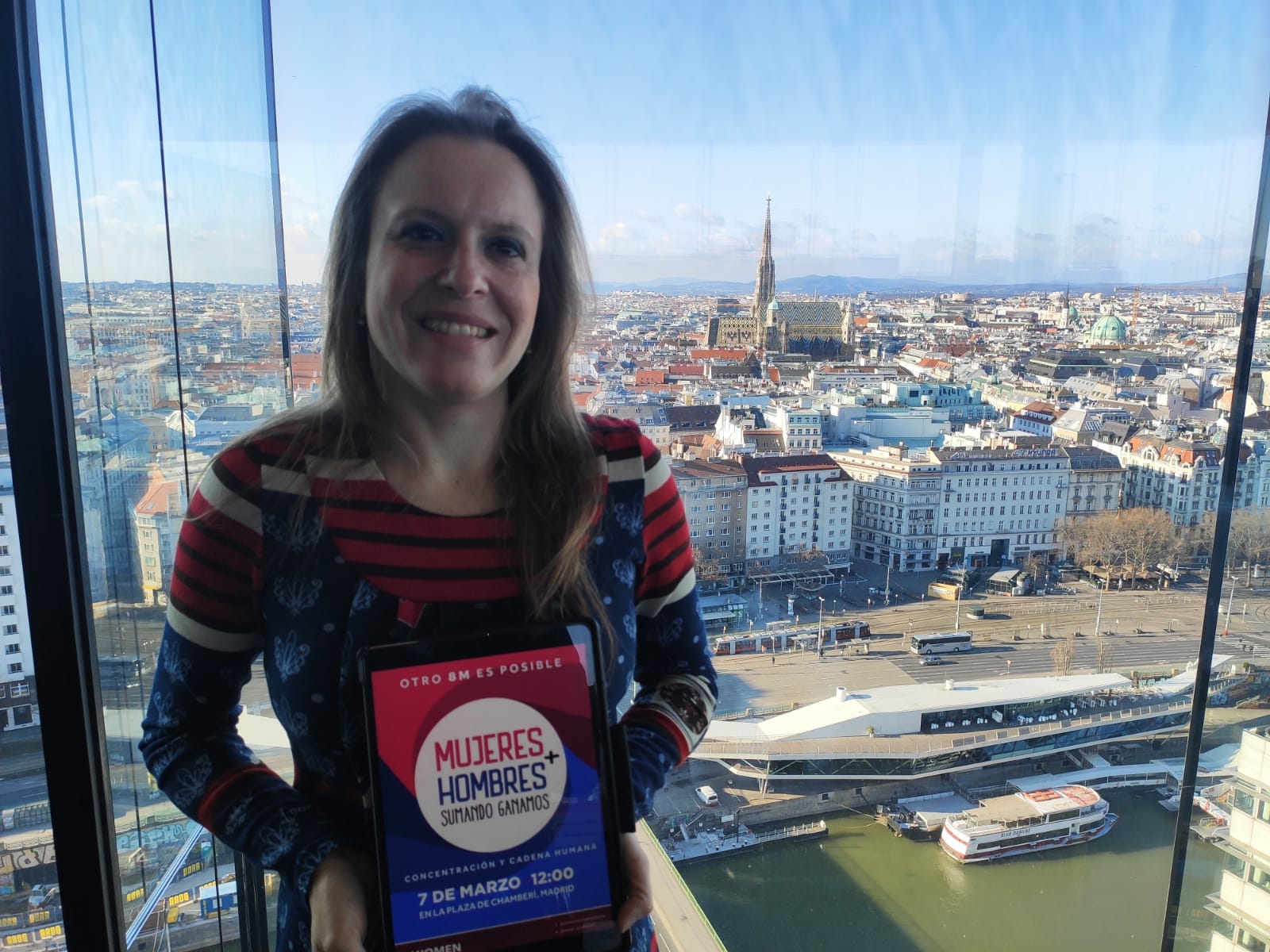
La presidenta de la fundación, Polonia Castellanos

La organización de Abogados Cristianos fue fundada en 2008 por la abogada Polonia Castellanos y registrada como una asociación castellanoleonesa con sede en la ciudad de Valladolid.
Desde el principio, la actividad de la asociación consistía tanto en elevar quejas frente a actuaciones o discursos que consideraban que podía ofender los sentimientos religiosos, así como actividades de más implicación como recogidas de firmas digitales para alguna petición o querellas contra alguna persona.
El primer caso con una repercusión mediática alta fue la querella (presentada conjuntamente con HazteOir.org) de 2012 contra el payaso italiano Leo Bassi que la asociación consiguió elevar hasta el Tribunal Supremo, aunque este acabó archivando la causa que la organización intentaba hacer prosperar contra el artista por disfrazarse del Papa durante una representación en Valladolid en 2011 durante la que se burló de varios dogmas y costumbres católicas.
La siguiente causa mediática en la que se aventuraron fue una querella contra el colectivo FEMEN en España por la actuación de cinco activistas que irrumpieron una marcha contra el aborto en Madrid. En esta ocasión, la querella de Abogados Cristianos fue por exhibicionismo y por un delito contra el ejercicio de los Derechos Fundamentales y de las Libertades Públicas garantizados por la Constitución (Arts. 185 y 514.4 del CP respectivamente). Éstos se sumaron a los cargos por desórdenes públicos y resistencia a la autoridad que alegaron las FFCCSS para la actuación de oficio. Contra las FEMEN interpusieron posteriormente otra querella por encadenarse al crucifijo central de la Catedral de la Almudena (Madrid) en una protesta contra el aborto. Finalmente, la Audiencia Provincial de Madrid dio la razón a Abogados Cristianos y las activistas fueron condenadas por un delito de profanación.
Entre 2014 y 2015, sus causas más mediáticas volvieron a ser la defensa de los sentimientos religiosos más que las actividades contra el movimiento proabortista. Así, algunas de las actividades más sonadas fue la querella en 2014 contra Manuel Borja-Villel, director del Museo Reina Sofía, por la exposición Un saber realmente útil, del colectivo argentino Mujeres Públicas. Y la querella del año siguiente contra el polémico artista madrileño Abel Azcona por su exposición Enterrados expuesta en el Monumento a los Caídos en Pamplona que le ganó al artista causas judiciales de parte de la Unión Tradicionalista Carlista, la archidiócesis de Pamplona y Tudela (en representación de la Iglesia Católica) e incluso la Delegación del Gobierno en Navarra. La causa acabó archivada tanto en el Tribunal Superior de Justicia de Navarra como más tarde en la elevación al Tribunal Supremo. A raíz del archivo de las causas, Abogados Cristianos demandará a España ante el Tribunal Europeo de Derechos Humanos de Estrasburgo, demanda que será admitida a trámite por el Tribunal. Actualmente el caso está a la espera de resolución. En el caso de Abel Azcona, cada vez que la exposición se inauguraba en otra jurisdicción. Finalmente el artista decidió declararse en desobediencia, lo que conllevó que Abogados Cristianos añadiese la causa de obstrucción a la justicia y que el Tribunal Superior de Justicia de Cataluña instase una orden de búsqueda y captura contra él. En 2019, el artista decidió abandonar España e instalarse en Lisboa.
También en 2015 Abogados Cristianos iniciaría una querella muy polémica por ir en contra de los médicos que trataron a la niña gallega Andrea, una menor con una enfermedad neurodegenerativa que había reabierto un acalorado debate en España sobre la eutanasia.
En 2016, la AEAC presentó un recurso de reposición contra la declaración de utilidad pública por parte del Ministerio de Interior (encargado de las asociaciones, federaciones y fundaciones) de la Federación de Planificación Familiar Estatal (FPFE), una organización a favor del aborto y la libertad sexual. Como resultado de la denuncia, la organización fue condenada por publicidad ilegal. Tras la tramitación, el Ministerio del Interior decidió revocar la declaración de utilidad pública a la FPFE. La Federación recurrió esta revocación pero la Audiencia Nacional avaló la decisión del Ministerio.

### El caso de Willy Toledo
En julio de 2017, el actor español Willy Toledo escribió en la red social Facebook comentarios ofensivos hacia la figura de Dios cristiano y de la Virgen María a raíz de que un juez de Sevilla abriese juicio oral contra tres mujeres que portaron por la capital andaluza en 2014 una reproducción de plástico de una vulva de casi dos metros, como si fuese un paso de Semana Santa. Una iniciativa que se bautizó como «la procesión del Sagrado Coño Insumiso», y por la que las acusadas fueron a juicio por una actuación de oficio de la fiscalía. Esa causa se archivó en junio de 2016, pero Abogados Cristianos decidió presentarse como acusación particular y consiguió que el juzgado de lo penal N.º 10 de Sevilla reabriese el caso.
Por aquel comentario, AEAC presentó un escrito a la fiscalía acusando al actor de un supuesto delito de ofensa a los sentimientos religiosos. La fiscalía lo pasó al juzgado que abrió causas y citó al actor, que se negó a presentarse ante el tribunal dos veces consecutivas, apelando a la libertad de expresión, por lo que el tribunal ordenó su búsqueda y captura, siendo detenido el 12 de septiembre para que realizara su declaración. El 29 de febrero de 2020 fue absuelto.

### Isabel Celaá y el pin parental
A comienzos de 2020, el partido político Vox exigió en la región de Murcia, donde había entrado al gobierno en apoyo del Partido Popular de Murcia debido al encontronazo entre estos y sus socios de gobierno de Ciudadanos, que se instalase el pin parental, una medida que ya había anunciado durante la campaña electoral de Andalucía de 2018 y que ahora exigía en esa región a raíz del anuncio de la conocida como Ley Celaá.
Esta ley suscitó mucha polémica por su postura frente al idioma español en la enseñanza, los acuerdos con los centros de educación concertada y la postura frente a las clases de religión, que si bien no era muy modificada, sí se proponía una asignatura en contraposición de «Valores Cívicos y Éticos» en las que los detractores de la ley decían que estaba plagada de imposiciones ideológicas a discreción del gobierno, refiriéndose a temas de diversidad sexual y feminismo.
En el marco de los debates de esta ley, junto con la también polémica Ley de Eutanasia, Abogados Cristianos planteaban demandar a la ministra por lo que consideraban una «ley anticristiana». Sumado a estas consideraciones, la ministra y portavoz del gobierno fue activa en contra de las peticiones del veto parental de Vox de Murcia, haciendo unas declaraciones a principios de 2020 donde llegó a dar a entender que los hijos no pertenecían a sus padres. Si bien más tarde matizó sus palabras.
En abril de 2020, Celaá, como cabeza visible del ejecutivo, anunció que el gobierno español recurriría el pin parental que el gobierno de la región de Murcia había instaurado el mes anterior. Tras este anuncio, Abogados Cristianos anunciaron que interpondrían una querella ante la Sala de lo Penal del Tribunal Supremo, dado que la ministra Celaá gozaba de aforamiento por su cargo, por un supuesto delito cometido por funcionario público contra los derechos individuales (Art. 542 del CP), al que además sumaron supuestas violaciones de los artículos 16.1, 27.3, y 39.3 de la Constitución.
En julio de 2020 el Tribunal Superior de Justicia de la Región de Murcia decidió archivar la causa por falta de motivación después de que la propia causa del Pin parental también quedase sin motivación por el fin del curso escolar.

## Lista de causas
Desde su fundación, Abogados Cristianos ha tenido casi un centenar de causas judiciales con distinto éxito. Algunas de las causas más conocidas han sido:
- Querella junto a HazteOir.org contra el cómico italiano Leo Bassi por su representación del Papa. Finalmente la querella es archivada[35]
- Querella contra cinco activistas de Femen por irrumpir en una marcha contra el aborto. El Juzgado de lo Penal número 19 de Madrid consideró el hecho una nimiedad y absolvió a las cinco mujeres.[36]
- Varias querella junto al Arzobispado de Pamplona y Tudela contra el artista Abel Azcona por sus exposiciones y la performance titulada Amén en la que denunciaba los casos de pederastia de la Iglesia. La causa quedó archivada por la Audiencia de Navarra sin posibilidad de recurso.[37]
- Querella contra Dolors Miquel y Ada Colau por la lectura de una versión sexual del Padrenuestro. La Audiencia de Barcelona confirmó la inadmisión de la querella y la archivó.[38]
- Recurso contra tres mujeres en Sevilla por la «procesión del coño insumiso» (una representación de un paso de Semana Santa con una talla de una vagina de 2 metros). El Juzgado de lo Penal número 10 de Sevilla absolvió a las tres mujeres.[39]
- Querella contra el actor Willy Toledo por usar una expresión malsonante en la que se contenían figuras católicas, una de ellas atacando el dogma mariano de la virginidad. El actor quedó absuelto.[40] En el recurso presentado por la fundación, el actor fue nuevamente absuelto.[41]
- Denuncia contra una mujer en Málaga por participar en una «procesión del coño insumiso» en Málaga el día de la mujer de 2013 y proferir cánticos como «vamos a quemar, vamos a quemar la Conferencia Episcopal». El Juzgado de lo Penal número 10 de Málaga condenó a la mujer al pago de 2700 euros por el delito contra los sentimientos religiosos, desestimando las acusaciones por delito de odio y de provocación a la discriminación que se habían incluido en la demanda.[42]
- Querella contra la drag queen Drag Sethlas por el uso de símbolos religiosos durante la Gala Drag Queen de Las Palmas de Gran Canaria de 2017. Finalmente se archivó la causa al no encontrar ningún animo ofensivo. Además, condenó a la asociación a pagar las costas generadas en el trámite de apelación.[43]
- Querella contra el vicepresidente de Madrid, Ignacio Aguado, por revelación de secretos. La querella fue inadmitida a trámite.[44]
- Querella contra Femen Spain, a la que se sumó la fiscalía, por el encadenamiento con el torso desnudo de dos activistas al altar de la Catedral de la Almudena en 2014. Inicialmente absueltas por el juzgado de lo penal n.º 23 de Madrid en 2018. La sentencia fue recurrida por la acusación y la Audiencia Provincial de Madrid condenó en 2019 a una multa de 12 meses y 6 euros por día a las acusadas (2 190 euros cada activista). El colectivo feminista recurrió la condena ante el Tribunal Constitucional, el cual confirmó la sentencia de la Audiencia en 2020.
- Querella contra la ministra de Educación, Isabel Celaá, por recurrir el veto parental de la región de Murcia. En julio de 2020, el TSJM archivó el recurso de Celaá, dejando la querella sin motivación.[45]
- Recurso contra la declaración de utilidad pública de la Federación de Planificación Familiar Estatal. El ministerio del Interior admite el recurso y revoca la declaración de utilidad pública a la federación.[46]
- Querella contra un grupo de ciudadanos republicanos en Valladolid por unos incidentes ocurridos en Semana Santa. La causa es archivada[47]
- Querella contra el Ayuntamiento de Valladolid por limitar el aforo en los lugares de culto debido a la pandemia del COVID-19. El TSJCyL desestima la cautelar y da la razón al Ayuntamiento.[48]
- Querella contra el Ayuntamiento de Sevilla por izar la bandera LGTBI en una rotonda en conmemoración al Mes de la Diversidad sexual. La jueza desestimó la demanda y el Ayuntamiento volvió a izar la bandera.[49] Lo mismo ocurría en los Ayuntamientos de Cádiz, Valladolid, Alcalá de Henares y Zaragoza. Además en este último Ayuntamiento se permitió colocar una bandera morada contra la Violencia de género.[50][51][52][53]
- Querella contra el Ayuntamiento de Casar de Cáceres por retirar la Cruz de los Caídos. El TSJ de Extremadura inadmite el recurso.[54]
- Querella contra Instituto de Educación Secundaria Manuel Alcántara de Málaga y la Consejería de Educación de la Junta de Andalucía por impartir unos talleres de educación afectivo-sexual por supuestamente «promover el aborto» y «traficar con órganos de abortados». El Juzgado de Málaga rechazó el recurso por no aportar ningún indicio.[55]
- Querella contra la entrega de libros de temática LGTBI a bibliotecas de institutos de Castellón por parte del Ayuntamiento. El juez la desestima.[56]
- Recurso contra Correos para evitar la salida y venta al público del sello homenaje por el centenario del Partido Comunista de España. Tras suspender cautelarmente la emisión durante unos días, finalmente la jueza desestimó la querella, obligó a Abogados Cristianos a pagar las costas, el sello se revalorizó y se agotaron las existencias en menos de un día.[57][58]
- En diciembre del 2019, denunciaron a Netflix por la película La primera tentación de Cristo que representa a Jesucristo como homosexual, a la Virgen como prostituta y a los apóstoles como unos borrachos, habiendo sido ya censurada en Brasil.[59] La asociación considera que se hace escarnio y atenta contra los sentimientos religiosos.[33] El juzgado de Colmenar Viejo (Madrid) admite la demanda y llama a declarar a Netflix en septiembre de 2020,[60] declaración en la que Netflix reconoció que el filme era ofensivo para los cristianos, pero no lo retiró de su plataforma.[61]
- Abogados Cristianos es condenado en diciembre de 2022 por el Tribunal Superior de Justicia de Castilla y León por despedir de manera improcedente a una de sus abogadas por estar enferma de COVID-19. Su recurso fue desestimado y se les obligó a pagar una indemnización mayor a la estipulada en un inicio.[62]
- Un Juzgado de Pamplona desestima el recurso presentado contra el proyecto de renovación y remodelación del Paseo de las Ramblas de Corella. En el proyecto se retiró una cruz en memoria del los muertos del bando sublevado en la guerra civil española.[63]
- Denuncia ante el Juzgado de Primera Instancia de San Felíu de Llobregat (Barcelona) contra los dos presentadores y una actriz de TV3 que hicieron una parodia de la Virgen del Rocío en el programa Està Passant.[64] La causa queda archivada por no ver ningún atentado contra el sentimiento religioso. El juez sí vio, en cambio, que la actriz utilizó «un acento andaluz totalmente exagerado y que razonablemente puede ofender o sentar mal».[65]
- Abogados Cristianos interpone el 28 de junio de 2023 un recurso contencioso administrativo contra el PSOE por colocar la bandera LGTBI en las Cortes de Castilla y León. El Tribunal Superior de Justicia lo desestima y el 19 de septiembre les obliga a pagar unas costas judiciales no superiores a 300 euros por solicitar la «medida cautelarísima».[66]
- Querella en 2023 contra el concejo de Villagarcía de Arosa por retirar la Cruz de los Caídos. El 31 de octubre el Juzgado de lo Contencioso número 2 falla en contra del recurso presentado por la organización católica.[67]
- Asesoramiento en 2023 a la madre de una enferma de esclerosis múltiple para impedir la eutanasia pedida por su hija de 54 años.[68] La enferma, por medio de un acta notarial ante la Consejería de Sanidad gallega, solicitó más tarde que se pospusiera indefinidamente su eutanasia.[69]
- El Tribunal Supremo rechaza la querella por prevaricación, malversación y delito de odio contra el Defensor del Pueblo de España, que había publicado un informe en el que estimaba que el 1,13 % (unas 450 000 víctimas) de la población española había sido víctima de abusos sexuales por parte de los sacerdotes de la Iglesia Católica.[70]
- En abril de 2024 presentó un recurso contencioso administrativo con una solicitud de medidas cautelares contra actividades realizadas por la asociación Dialogasex en centros educativos de Castilla y León.[71]
- También en abril de 2024 solicitó tomar medidas contra la exposición del artista José Luis Luzardo denominada Poéticas del deseo en la que aparecen imágenes escultóricas de vírgenes dentro de preservativos.[72]
- En mayo de 2024 se querelló por provocación sexual y delito de odio contra el dibujante Julio A. Serrano y Fandogamia Editorial por la historieta satírica El niño Jesús no odia a los mariquitas, que por error había sido catalogada por una empresa comercializadora, Amazon, como «para mayores de 6 años».[73] La causa fue archivada en octubre de 2024[74] ya que no se apreciaba «la comisión de delito alguno», y una resolución de la Audiencia Provincial de Valencia desestimó la apelación en febrero de 2025, condenando a Abogados Cristianos al pago de costas en un auto definitivo.[75]
- Recurso contra la retirada de la Cruz del Parque Ribalta de Castellón de la Plana junto al vicepresidente de Vox en Castellón, Luciano Ferrer. En junio de 2024, el juzgado estima el recurso y anula la resolución de la retirada de la Cruz de Ribalta. Abogados Cristianos solicita la reposición de la Cruz.[76]
- Recurso contencioso-administrativo contra la resolución de la Comisión de Garantía y Evaluación que aprobaba por unanimidad la eutanasia de una joven con trastorno límite de la personalidad y trastorno obsesivo-compulsivo en San Pedro de Ribas (Barcelona). El Juzgado de lo Contencioso-Administrativo n.º 12 de Barcelona, a solicitud del padre de la joven representado por Abogados Cristianos, paralizó cautelarmente la eutanasia programada para el 2 de agosto de 2024.[77] Finalmente, el 17 de marzo de 2025 la magistrada que llevaba el caso avaló la eutanasia al considerar que el padre no está facultado para recurrir la eutanasia de su hija por ser ésta mayor de edad y tener plena capacidad de obrar.[78]
- En octubre de 2024 se querelló contra «El Gran Wyoming» por disfrazarse de obispo de una supuesta iglesia «aznariana» en el programa televisivo El Intermedio.[79]
- En diciembre de 2024 el Tribunal Supremo falló en contra y avaló que se colgará la bandera LGTBI en los edificios públicos durante la celebración del Orgullo, al no ser un «símbolo de significación partidista» ni «propugna ningún tipo de enfrentamiento» si no que la bandera LGBTI «se proyecta a favor de la igualdad entre las personas, valor reconocido por la Constitución y por la Carta de los Derechos Fundamentales de la Unión Europea», por lo que no se incurría en ilegalidad.[80]
- En enero de 2025 se querelló contra TVE y la presentadora Lalachus que en el programa de las campanadas de fin de año 2024 mostró una estampa del Sagrado Corazón con la cabeza de la vaquilla del Grand Prix.[81] La causa fue archivada en marzo de 2025.[82]
- En diciembre de 2022 denuncian a la revista Mongolia por ofensa a los sentimientos religiosos tras una portada satírica de un Belén con el emoticono de una caca sonriente. Además les imputaba un delito de blanqueo de capitales. La causa fue archivada y en enero de 2025 la revista denunció a la Fundación y a su presidenta por el continuo acoso y por haber realizado una denuncia basada en hechos falsos.[83][84]
- Querella contra el humorista Héctor de Miguel Quequé por bromear en su programa de la Cadena SER en julio de 2024 sobre «dinamitar» la Cruz del Valle de los Caídos y apedrear a religiosos pederastas con los fragmentos.[85] En 2025 la Audiencia de Madrid archivó la causa.[86]Con relación a este proceso, Abogados Cristianos interpuso una demanda por acoso contra el mismo humorista por incitar a sus oyentes a llamar al número de la Fundación en un programa posterior en el que hablaba de la querella y que rotuló el teléfono de la Fundación. El número recibió casi 900 llamadas con insultos a la presidenta de la organización.[87]
- En marzo de 2025 denuncian la procesión de la «Santina Queer» durante la manifestación del 8M en Gijón. La Fiscalía solicitó el sobreseimiento, que fue rechazado por el Juzgado.[88]
- Denunciaron en junio de 2025 a la humorista Ane Lindane por subirse al altar mayor de una iglesia del País Vasco francés y simular que se masturbaba con un crucifijo.[89]
- En agosto de 2025 denunciaron al alcalde de Barcelona Jaume Collboni por el cartel de las Fiestas de la Merced.[90]

## Organización
La organización está compuesta por unas ochenta personas, la mayoría de ellas desarrollan un trabajo de manera voluntaria, teniendo contratadas a un total de ocho personas:
- Cinco letrados para los juicios. Una de ellos la presidenta Polonia Castellanos.

- Dos periodistas encargados del gabinete de prensa.

- Un responsable de las campañas de marketing.